# 奧托一世 (普法爾茨-莫斯巴赫)
奧托一世（Otto I，1390年8月24日—1461年7月5日），普法爾茨-莫斯巴赫伯爵，德意志國王魯普雷希特的幼子，1448年至1461年在位。

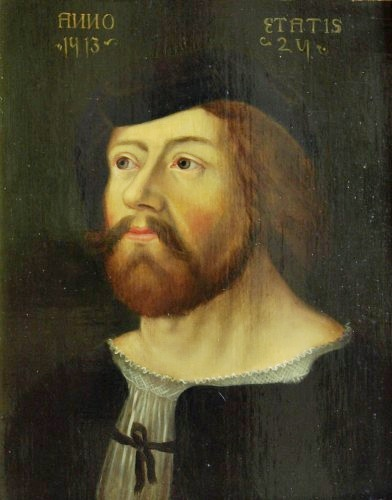
奧托一世

1430年，奧托一世與巴伐利亞公爵亨利十六世的女兒約翰娜結婚，有四個孩子。
- 瑪格麗特（1432年—1457年）
- 奧托二世（1435年—1499年）
- 魯普雷希特（英语：Rupert of Palatinate-Mosbach）（1437年—1465年）
- 阿爾布雷希特（1440年—1506年）